# Вулиця Василя Стуса (Коростень)
Вулиця Василя Стуса — вулиця у місті Коростень.

## Історія
Вулиця тривалий час була названа на честь учасників руху за права робітників Сакко і Ванцетті. 2016 року в рамках декомунізації вулицю перейменували на честь українського письменника та дисидента Василя Стуса.

## Перехресні вулиці
- вулиця Григорія Сковороди
- пров. Базарний
- вулиця Жмаченка
- вулиця Коцюбинського
- вулиця Степана Бандери
- вулиця Шолом-Алейхема

## Будинки

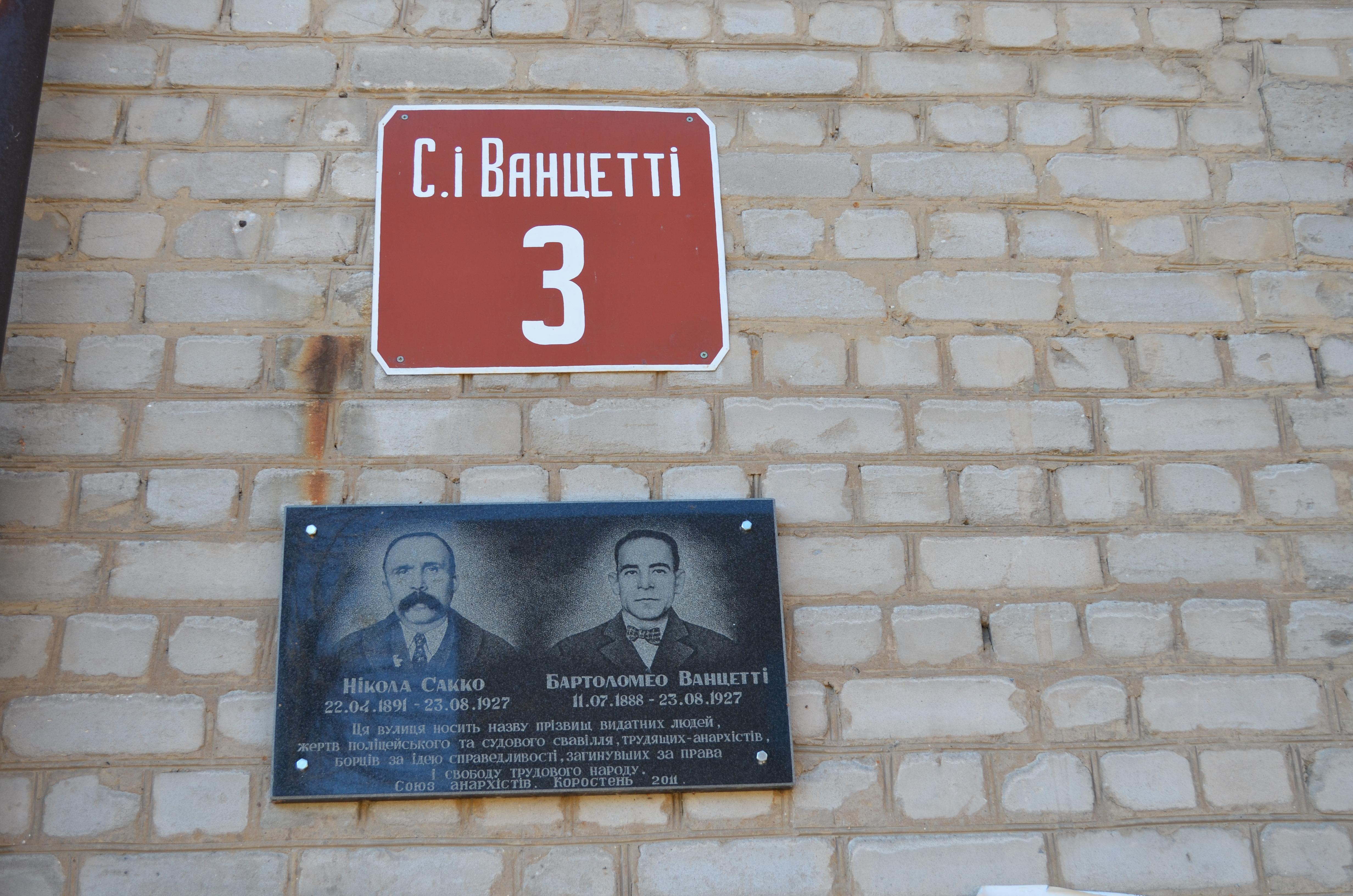
Меморіальна дошка на вулиці Сакко і Ванцетті у Коростені

- № 3 — Меморіальна дошка на честь Сакко і Ванцетті.Меморіальна дошка на вулиці Сакко і Ванцетті у Коростені